# Cabeço da Terra Chã
Cabeço da Terra Chã é uma elevação portuguesa localizada no concelho das Lajes do Pico, ilha do Pico, arquipélago dos Açores.
Este acidente geológico tem o seu ponto mais elevado a 720 metros de altitude acima do nível do mar. Encontra-se na proximidade da freguesia das Lajes, da Ribeira das Velhas e do Grutão, sendo que estes dois cursos de água procedem à drenagem de parte das suas encostas.